# Suzanna Sablairolles

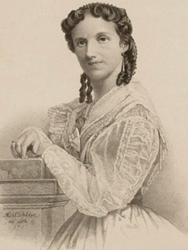
Suzanna Sablairolles

Suzanna Suze Nannette Sablairolles (* 13. Januar 1829 in Middelburg; † 13. Januar 1867 in Amsterdam) war eine niederländische Schauspielerin.

## Leben
Suzanna Sablairolles wurde am 13. Januar 1829 in Middelburg geboren. Sie war die Tochter des Bühnenschauspielers Jacob Hendrik Sablairolles (1793–1833) und der Kostümbildnerin Johanna Scholten (1793–1842). Ihre Familie war protestantisch und sie war das zweitjüngste Kind und hatte acht Geschwister, von denen drei früh starben. Bedingt durch die Arbeit des Vaters als Schauspieler, reiste die Familie viel und das erklärt auch, warum Suze Sablairolles in Middelburg geboren und getauft wurde. Aufgewachsen ist sie in Den Haag. Im Alter von vier Jahren verlor sie ihren Vater an Cholera, zwei Tage nachdem ihre Mutter Zwillinge zur Welt gebracht hatte. Johanna Scholten musste sich allein um sieben Kinder kümmern. Nach dem Tod von Jacob Sablairolles verschlechterte sich auch die finanzielle Situation der Familie. Dieses war wahrscheinlich der Grund für Johanna Scholten und zwei ihrer Töchter, Theodora Sophia (1817–1859) und Wilhelmina Gerretje Sablairolles Mina (1818–1891), bei der „Zuid-Hollandsche Tooneelisten“, einer Theatergruppe mit Sitz in Den Haag, zu arbeiten. Im Alter von zehn Jahren begann auch Suze Sablairolles dort aufzutreten. Sie war dreizehn, als ihre Mutter starb.
Zunächst trat sie hauptsächlich in Kinderrollen auf. Sie wurde 1845 ausgewählt, die Amalia in Desnoyers De Debütant zu spielen, ihrer ersten großen Rolle. Ein Jahr später erklärte die Schauspielerin Jacoba Maria Majofski, dass sie von Suze Sablairolles unterstützt werden wolle. Sablairolles trat vornehmlich in Varietés, Komödien und Farcen auf. Sie debütierte am 26. Juli 1847 bei den Zuid-Hollandsche Tooneelisten unter der Leitung von Anton Peters als Maritana in „Don Cesar de Bazan“ von Dumanoir und d’Ennery. Eine weitere wichtige Gelegenheit erhielt sie am 26. Dezember desselben Jahres, als sie für ihre Schwester Mina einsprang, die krankheitsbedingt nicht spielen konnte. In den ersten Jahren ihrer Bühnenkarriere trat sie oft zusammen mit ihren Schwestern auf, doch ihre Beziehung verschlechterte sich. Am Ende ihrer Karriere trauten sich die Theaterregisseure nicht mehr, Suze und Mina zusammen zu beschäftigen.
Ab etwa 1850 hatte Suze Sablairolles eine Affäre mit dem Schauspieler Pierre August Morin (1819–1895), der seit 1848 an Koninklijke Schouwburg in Den Haag engagiert war. Sie wurde 1851 im Alter von 22 Jahren von ihm schwanger. Während der weiteren Bühnenkarriere von Sablairolles waren sie und Morin stets gemeinsam in einer Kompanie engagiert. Am 14. August 1852 kam in Rotterdam die Tochter Suzanne Augusta Jeannette Sablairolles zur Welt. Obwohl in der Geburtsurkunde kein Vater angegeben wurde, war allgemein bekannt, dass Sablairolles und Morin eine Beziehung hatten, auf und neben der Bühne. Sie spielten oft die Partner des anderen auf der Bühne und wurden höchstwahrscheinlich auch im Alltag als Partner gesehen. Sie haben jedoch nie geheiratet. In Amsterdam bekamen Sablairolles und Morin ihr zweites und drittes Kind: Catherina Maria Sablairolles (geb. 1855) und Jaques Henri August Sablairolles (1861–1887).

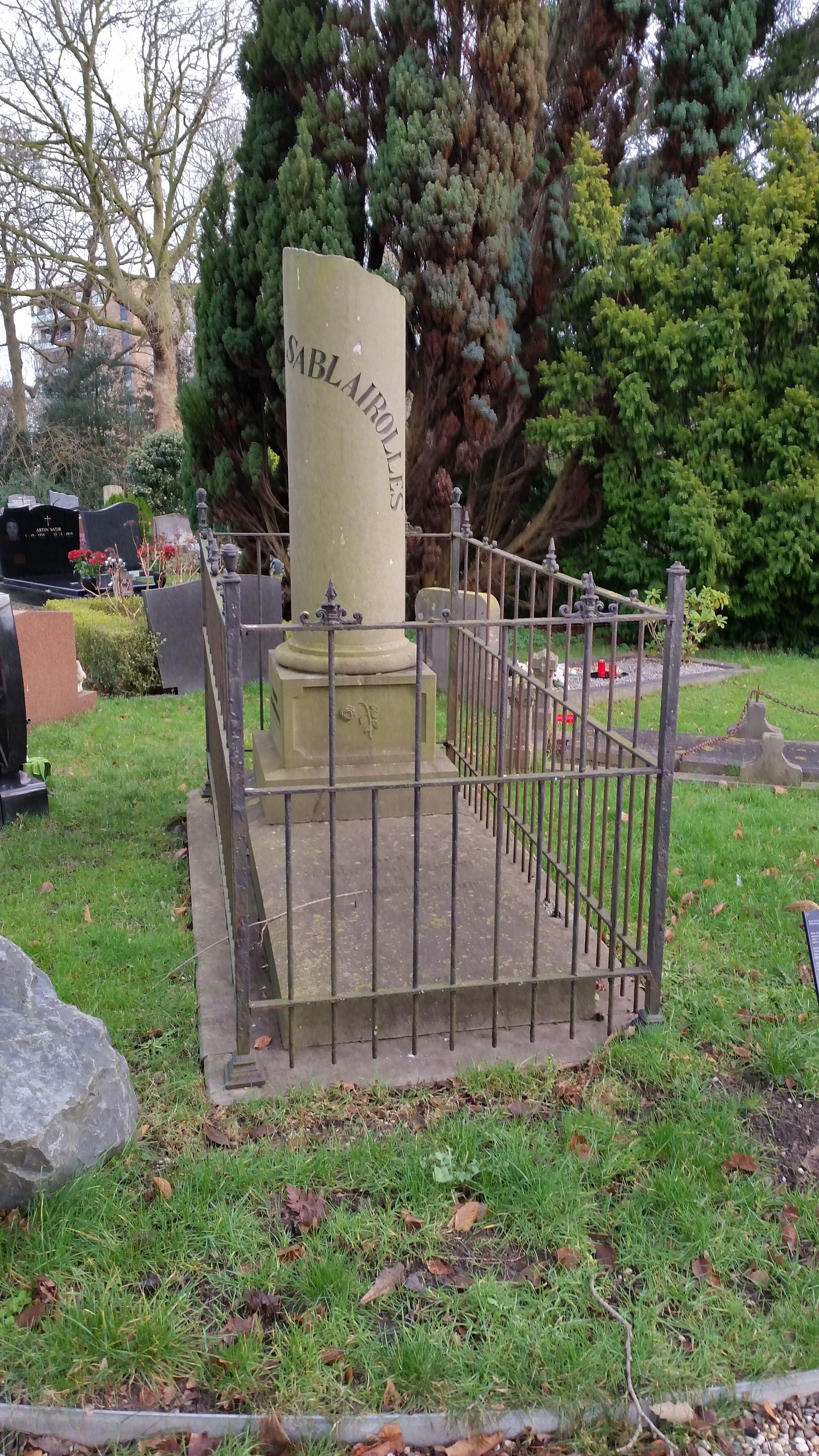
Grabmonument für Suzanna Sablairolles

Sablairolles verließ 1853 die Zuid-Hollandsche Tooneelisten und trennte sich auch von ihren drei Schwestern, die weiterhin mit der Kompanie verbunden blieben. Seit 1840 spielte auch ihre jüngste Schwester Henriëtte Sablairolles dort. Zusammen mit Morin trat sie der Stadsschouwburg Amsterdam unter der Leitung von Jan Eduard de Vries bei. Sie war eine der ersten Schauspielerinnen, die von der Hauptdarstellerin dieser Kompanie, Maria Francisca Bia, als Co-Darstellerin akzeptiert wurde, zunächst jedoch nur als Gast. Bereits vier Jahre später reiste Sablairolles mit Morin und Anton Peters nach Rotterdam. Letzterer wurde neuer Direktor des Rotterdamer Theaters und bot Sablairolles und Morin gute Positionen in seiner neuen Truppe an. Sie kehrten 1859 nach Amsterdam zurück, um im Salon des Variétés von Nathan Judels und Pierre Boas zu spielen. Sie wurde als erste Schauspielerin engagiert und spielte bei ihrem Debüt die Rolle der Marie Jeanne im gleichnamigen Drama von d’Ennery und Mallian. Ein Rezensent schrieb über diese Aufführung: „Der Eindruck, den ihr Spiel vom Anfang bis zum Ende auf die Zuschauer machte, war so tief und lebendig, dass sie tosenden Applaus erhielt und immer wieder in Erinnerung gerufen wurde.“ In diesen Jahren erlangte Sablairolles mit ihrer schauspielerischen Leistung immer mehr Ruhm, sie war das Juwel der Theatergruppe und der Liebling des Publikums. 1866 wurde sie am Amsterdamer Theater engagiert, wo sie unter anderem mit Maria Kleine-Gartman spielte. Aufgrund ihrer natürlichen schauspielerischen Fähigkeiten und ihrer professionellen Fähigkeiten war Sablairolles vor allem für ihre emotionalen Rollen bekannt, beispielsweise als Tisbe in Victor Hugos „Angelo“, als Tyrann von Padua und als Julia in Shakespeares Romeo und Julia. Eine ihrer bekanntesten Darbietungen war die Titelrolle im Theaterstück Margot die Blumenverkäuferin von Bourgeois und Dugué. Bei dieser Rolle war sie fast das komplette Stück auf der Bühne und dies hochschwanger.
Nach nur wenigen Monaten Arbeit am Amsterdamer Theater fand die Bühnenkarriere von Suze Sablairolles ein jähes Ende. Am 13. Januar 1867, ihrem 38. Geburtstag, starb sie im Kindbett. Ihre Tochter wurde leblos geboren. Vier Tage zuvor war Sablairolles als Marion Delorme in De Markiezin de Senneterre von Mélesville-Duveyrier aufgetreten. Über ihren Tod und die Beerdigung wurde viel in den Zeitungen berichtet. Die Beerdigung fand am 18. Januar in Amsterdam, im Beisein zahlreicher Schauspieler und anderer Interessenten, deren Namen in Zeitungsberichten genannt werden, mit großer Feierlichkeit statt. Nicht anwesend waren ihre Kinder und nahen Verwandten. Es ist nicht bekannt, wer sich um ihre anderen minderjährigen Kinder nach ihrem Tod gekümmert hat. Jaques Henri wurde Musiker und Catharina Maria trat später mehrmals als Schauspielerin in Belgien auf.
Ein eigens gegründetes Komitee sammelte kurz nach ihrem Tod Geld für einen Gedenkstein auf ihrem Grab. Am 31. Mai 1867 wurde der Stein, er hatte die Form einer zerbrochenen Säule, auf ihrem Grab am Oosterbegraafplaats in Amsterdam errichtet. Es war der erste Gedenkstein in den Niederlanden, der auf dem Grab einer Schauspielerin errichtet wurde. Am 24. Mai 1901 wurde das Grabdenkmal auf den Nieuwe Oosterbegraafplaats überführt, wo es noch heute steht.